# Vitaliy Shchur
Vitaliy Shchur (en russe : Виталий Щур, né le 27 novembre 1987 à Kamen-na-Obi) est un lutteur russe, spécialiste de lutte gréco-romaine.
Il remporte la médaille de bronze dans la catégorie des moins de 130 kg lors des Championnats d'Europe 2017 et la médaille d'argent lors des Championnats d'Europe 2018.